# Thành Osaka
Thành Ōsaka (大坂城 (Đại Phản thành) Ōsaka-jō) là một tòa thành Nhật Bản, tọa lạc ở khu Chūō-ku, thành phố Osaka, tỉnh Osaka, Nhật Bản. Tên gọi nguyên bản của nó là Ozaka-jo, nó là một trong những thành nổi tiếng nhất nước Nhật, và đóng một vai trò quan trọng trong việc thống nhất Nhật Bản vào cuối thế kỷ 16 trong thời đại Azuchi-Momoyama. Thành Osaka nằm trên khu đất chỉ rộng một km vuông. Nó được xây trên hai bệ đá cao tựa vào hai vách tường đá dựng đứng, bao quanh bởi hai con hào. Kiến trúc tòa thành trung tâm có 5 tầng ở phía ngoài và 8 tầng ở phía trong, và được xây trên một tảng đá cao để bảo vệ người trong thành chống lại những kẻ tấn công dùng kiếm.

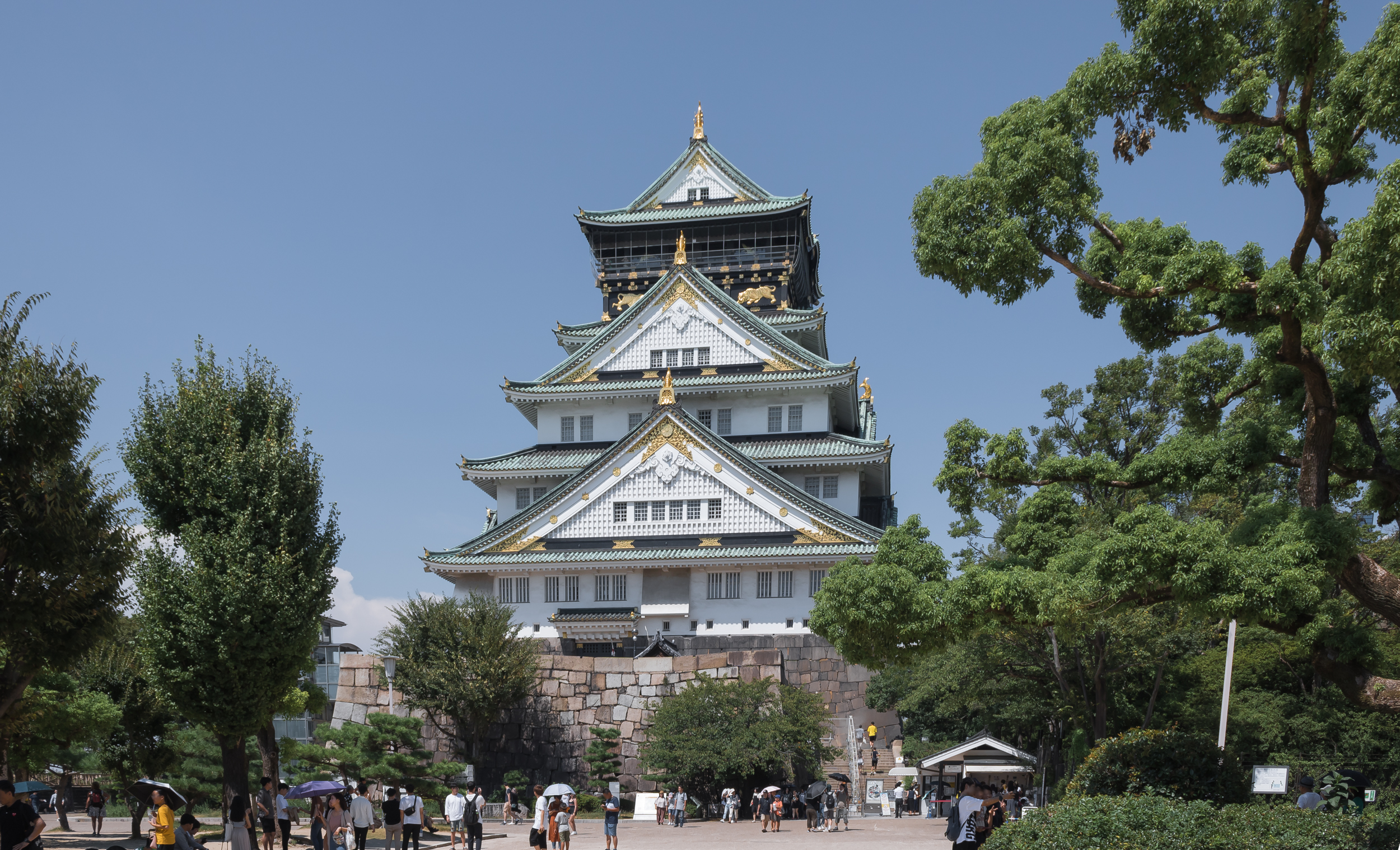
Thành Osaka vào năm 2018

Nền thành, có diện tích khoàng 60.000 m² gồm 13 công trình kiến trúc đã được chính phủ Nhật Bản xếp vào loại Di sản Văn hóa quan trọng, bao gồm đền Toyokuni, được xây dành cho Toyotomi Hideyoshi.
Thành được Toyotomi Hideyoshi xây dựng làm đại bản doanh và căn cứ chính của mình. Sau đó, khi Tokugawa Ieyasu lên làm Shogun, ông đã chọn đây làm một căn cứ của mình để kiểm soát vùng Tây Nhật Bản.
Thành được mở cửa cho công chúng, và có thể đến dễ dàng từ ga Osakajōkōen trên tuyến Osaka Loop Line. Đây là một địa điểm được nhiều người ưa thích vào mùa lễ hội, đặc biệt là mùa hoa anh đào nở, khi khu vực quanh thành đầy những người bán hàng ăn dạo và những người đánh trống taiko. Khu vực thành nội Osaka-jo cũng nằm trong nền của tòa thành.

## Lịch sử[3]

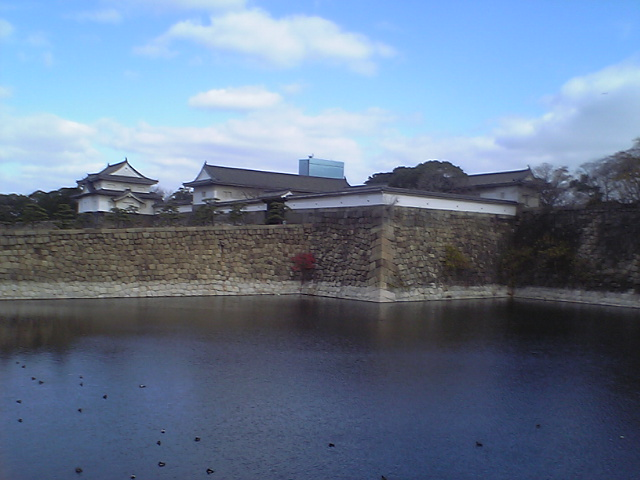
Cổng Ōte-mon

- 1583: Toyotomi Hideyoshi bắt đầu xây dựng trên nền chùa Ishiyama Hongan-ji của các nhà sư-chiến binh Ikkō-ikki. Bản thiết kế dựa chủ yếu trên hình mẫu Thành Azuchi, thủ phủ của Oda Nobunaga. Toyotomi muốn xây dựng một tòa thành gợi ra đường nét tòa thành của Oda, nhưng vượt trội nó về mọi mặt: theo kế hoạch nó sẽ bao gồm một tòa tháp chính gồm năm tầng, với ba tầng hầm, mặt tháp dát vàng lá để gây ấn tượng với quan khách.
- 1585: Tháp canh ở bên trong hoàn thành, Toyotomi tiếp tục mở rộng tòa thành, khiến nó trở thành một công trình phòng thủ đáng gờm với những kẻ tấn công.
- 1598: Việc xây dựng hoàn tất. Hideyoshi qua đời. Thành Osaka được truyền lại cho con trai của ông, Toyotomi Hideyori.
- 1600: Tokugawa Ieyasu đánh bại quân đội của Hideyori trong trận Sekigahara, và thiết lập chế độ Mạc phủ của mình ở Edo.Hòn đá này đánh dấu nơi Toyotomi Hideyori và mẹ mình, Yodo-dono, tự sát sau khi tòa thành Osaka thất thủ

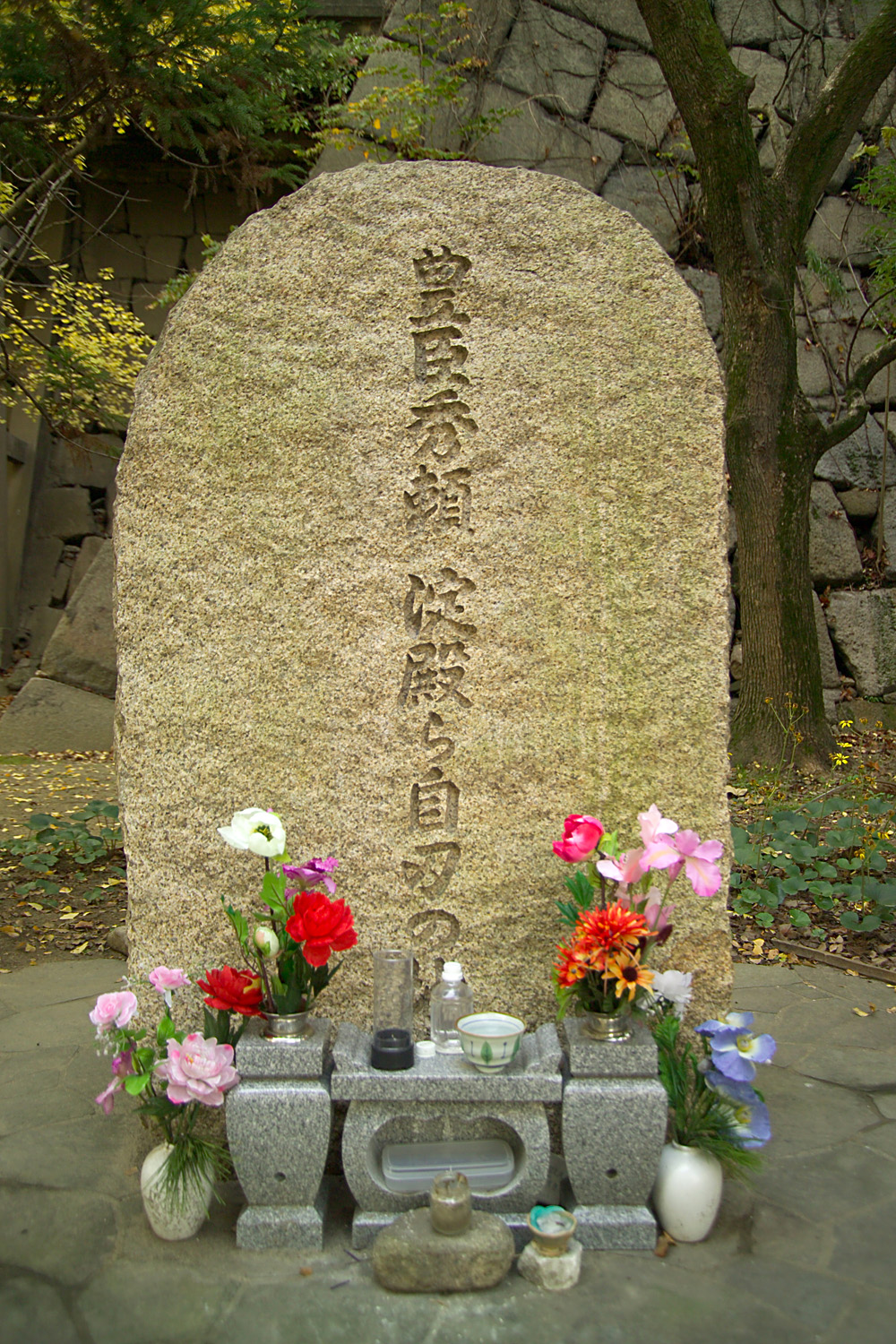
Hòn đá này đánh dấu nơi Toyotomi Hideyori và mẹ mình, Yodo-dono, tự sát sau khi tòa thành Osaka thất thủ

- 1614: Tokugawa tấn công Hideyori vào mùa đông, bắt đầu Cuộc vây hãm Osaka[4]. Mặc dù quân của Toyotomi chỉ bằng nửa quân số của Tokugawa, nhưng họ đã đánh bật được 200.000 lính của Tokugawa và bảo vệ được vòng thành phía ngoài của tòa thành. Tuy nhiên, Tokugawa tìm cách khóa tay Toyotomi lại bằng cách lấp các con hào bảo vệ tòa thành, làm cho nó mất đi khả năng phòng thủ của mình.
- 1615: Trong mùa hè, Hideyori bắt đầu cho đào lại con hào. Tokugawa tức giận lại đem quân đến Thành Osaka, và đánh bại quân của Toyotomi cố thủ ở trong vòng thành phía vào ngày 4 tháng 6. Osaka-jo rơi vào tay Tokugawa, gia tộc Toyotomi diệt vong.
- 1620: Người thừa kế ngai vị shogun mới, Tokugawa Hidetada, cho tái xây dựng và tái vũ trang tòa thành Osaka. Ông xây mới tòa tháp chính cao, gồm 5 tầng ngoài và 8 tầng bên trong, và giao nhiệm vụ xây dựng các bức tường thành mới cho nhiều gia tộc samurai riêng biệt. Tường thành xây dựng vào những năm 1620 vẫn còn đứng vững cho đến ngày nay, được xây bằng những khối đá granite xếp khớp chặt vào nhau mà không cần dùng đến một loại vữa nào để liên kết. Rất nhiều tảng đá được mang đến từ mỏ đá ở biển kín Seto, và được khắc gia huy của nhiều gia tộc tham gia xây dựng tường thành.
- 1665: Tòa tháp chính bị sét đánh cháy.

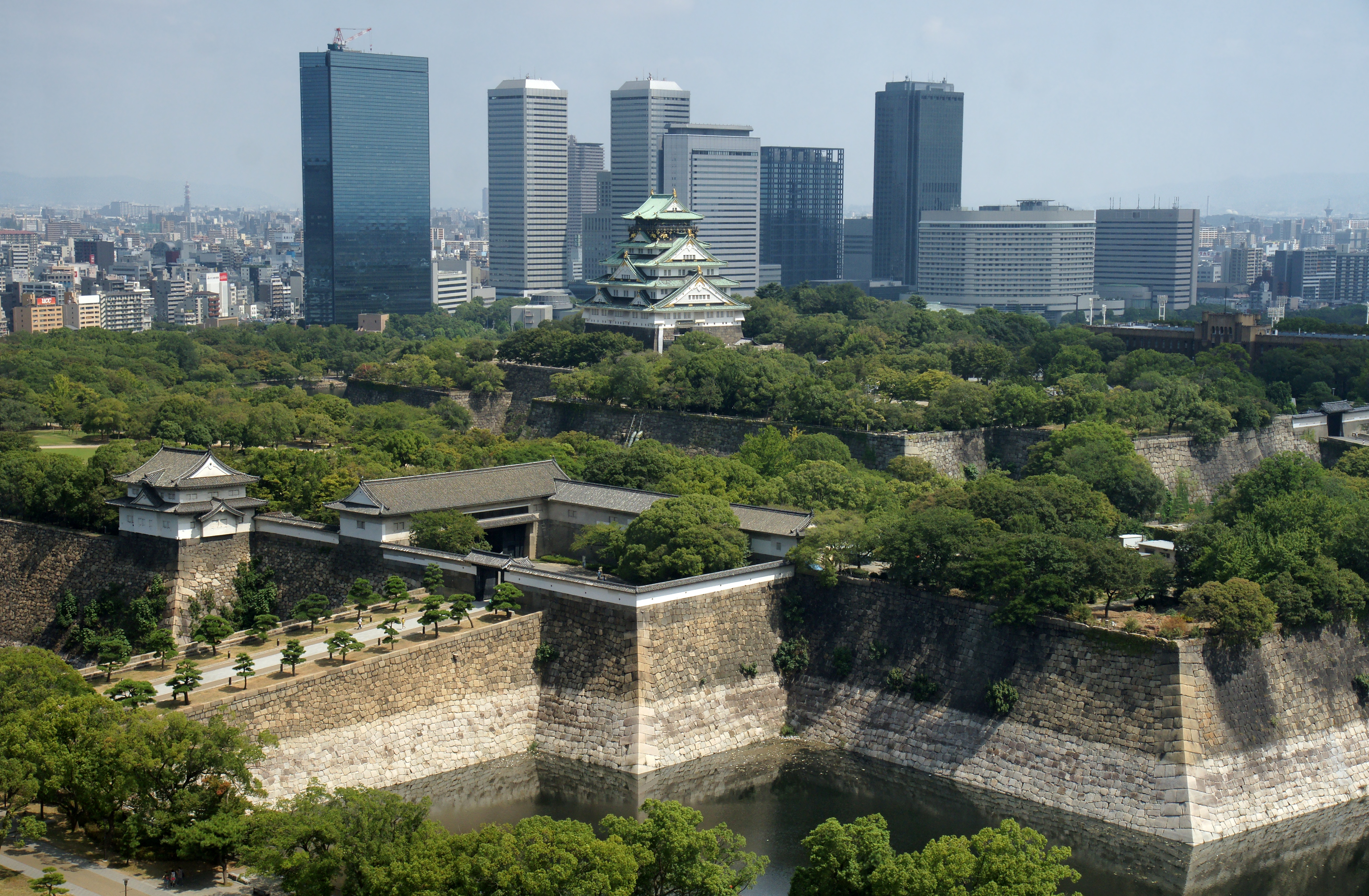
Thành Osaka ngày nay, bên cạnh Khu Công nghiệp Osaka

- 1843: Sau nhiều thập kỷ bị sao nhãng, tòa thành được Mạc phủ quyền góp tiền từ nhân dân quanh vùng tu sửa, xây lại một vài tháp canh.
- 1868: Phần lớn tòa thành bị đốt cháy trong những cuộc giao tranh liên quan đến cuộc Minh Trị Duy tân. Dưới chính phủ Minh Trị, Thành Osaka bị biến thành doanh trại cho quân đội Nhật Bản đang nhanh chóng mở rộng quy mô theo hình mẫu phương Tây.
- 1928: Tòa tháp chính được khôi phục lại sau khi thị trưởng Osaka kết thúc một đợt gây quỹ rất thành công.
- 1945: Các đợt ném bom vào Osaka phá hủy tòa tháp chính vốn đã được xây dựng lại.
- 1995: Chính quyền Osaka phê chuẩn một kế hoạch trùng tu khác, với mục đích khôi phục lại vẻ tráng lệ của nó vào thời đại Edo.
- 1997: Việc trùng tu hoàn thành. Thành là một phiên bản bằng bê tông được xây dựng lại (có cả thang máy); phần nội thất không hề mang dáng dấp một tòa thành Nhật Bản.